# 噍吧哖社
噍吧哖社（大武壠語：Tamani、Tapani）又名礁吧哞社，為一大武壠族部落，是大武壠社的從屬部落之一。該社族人原居於今臺南市新化區那拔里，後遷至玉井區玉井里、沙田里、竹圍里，再移居竹圍里之「番仔厝」，最後遷至臺南市楠西區龜丹。乾隆初年，噍吧哖社與大武壠頭社、大武壠二社組成大武壠社，共同遷徙至楠梓仙溪流域之甲仙一帶。

## 文獻記載
Tamani 首次於 1650 年代以後出現在荷語文獻，於荷蘭東印度公司長官揆一（Frederick Coyet）呈巴達維亞總督之信函提到「噍吧哖番人，亦為下山（居住）大武壠人的一部份（zijnde ook een deel der afgecomene Tevorangers）」，可確證與大武壠族為同一族群。日本學者中村孝志及翁佳音認為荷治時期記載之大武壠族部落 Tamani 即為噍吧哖社，由族語音譯為漢字的「噍吧哖」，日治時期以日文漢字改寫為「玉井（Tama-i）」。
1650 年代末，部分大武壠社族人分別被勸令下山，遷居至臺南白河、東山一帶的哆囉嘓社（Dorcko），後來成為清代登錄於志冊上的「大武壠派社」，包括噍吧哖與茅匏兩社族人亦奉命遷居至目加溜灣社，但下山居住的大武壠族人多少有適應不良的問題 —— 1661 年 2 月發生地震，一位噍吧哖社的頭人 Dapare（噍吧烈）趁機躲入山內，不願再下山回目加溜灣社居住，接受荷蘭的基督教教育與法律，並往北逃至嘉義阿里山境內的大龜佛（Tackka Poulangh），或往南與大路關（Terroquan）族人逃到山上，並得到卡那卡那富族人的相助。

## 另見
- 玉井區
- 大武壠族